# 傅满洲

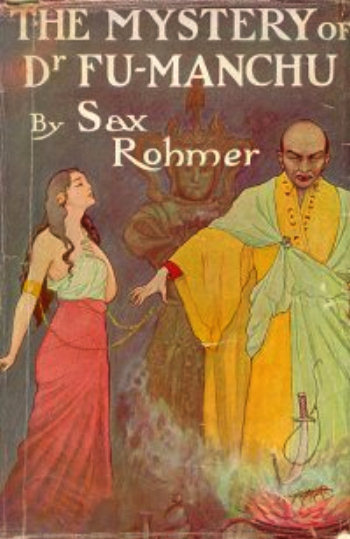
小說《神祕的傅滿洲》封面上的傅滿洲（右）。

傅满洲、福滿洲博士（英语：Dr. Fu Manchu），是爱尔兰裔英国推理小说作家萨克斯·罗默（Sax Rohmer）创作的傅满洲系列小说中的虚构人物。1913年在《傅满洲的谜团》（The Mystery of Dr. Fu Manchu）一书中首次出现。按照書中的描述，傅满洲是一个瘦高禿頭，倒竖两条长眉，面目阴险。这个角色还通过戏剧、电视、广播和动漫等方式塑造超过90年。他标志性的鬍鬚被称作“傅满洲式鬍鬚”（Fu Manchu moustache）。傅满洲是西方人对黄祸恐惧的代表，同時也可視為娛樂文化中邪惡天才的原型之一。
在罗默的长短篇小说中，傅满洲博学多才，犹如浮士德一样，集古今中外的所有科学知识于一身。正如智慧超群的史密斯不得不承认的那样，「傅满洲博士是中国人奸诈取巧的绝佳象征，是经过无数代人才能出现的一种现象。他是超级天才，假如他願意的话，他完全能够带来一场科學的革命」。

## 人物

### 傅满洲
根据小说裡的描述，傅滿洲的谋杀手段往往结合了那些古老的手法。他对枪杀和爆炸抱有厌弃的态度，往往动用那些持刀的恶棍和流氓作为手下，或者使用诸如毒蛇、蜘蛛乃至细菌一类的生化武器。
1933年的小说《傅满洲的新娘》（The Bride of Fu Manchu）中，傅满洲声称自己擁有四个西方大学的学位。在1959年的小说《皇帝傅满洲》中（Emperor Fu Manchu），傅满洲则揭示了自己曾有海德堡大学、索邦学院（即巴黎大学）和爱丁堡大学的学位。书中提到，当佩提博士（Dr. Petrie）于1911年与傅满洲首次相遇时，认为对方大约70岁。如此推测，傅满洲可能在19世纪60或70年代在欧洲攻读博士学位。
根据罗默的前助理暨传记作家凯·凡·阿什（Cay Van Ash, 1918-1994）的说法，“傅满洲”一名更像是某种荣誉头衔，意味着“好战的满洲”（the Warlike Manchu）。凡在罗默死后为其继续写作傅满洲的作品，他曾推测傅满洲曾为清代皇族的一员，并支持过义和团运动。在罗默早期的作品中，傅满洲是Si-Fan这个秘密社团的成员，且为一场刺杀帝国主义者的密谋背后的智囊。后来的作品中，傅满洲则在争夺对Si-Fan的控制权，彼时的该组织正致力于扶植法西斯主义者并对抗共产主义的扩散。Si-Fan主要通过包括贩毒和人口贩卖一类犯罪中获利。
傅满洲亦被认为是一个语言天才，他“能够流利地使用所有文明語言和绝大多数野蛮民族的语言……面对中国人，他讲汉语，面对印度人，他讲印地语，见了埃及人，他马上换成了阿拉伯语。”傅满洲通过一种由其耗费数十年时间研发的灵药延长了自己生命。

### 丹尼斯·奈兰·史密斯
在罗默的书中，傅满洲主要对手分别是丹尼斯·奈兰·史密斯（Denis Nayland Smith）和佩提博士（Dr. Petrie）。这两个角色的设定延续了福尔摩斯-华生的传统，即由佩提描述两者与傅满洲斗争的故事。与福尔摩斯的故事不同，双方的对手戏主要是靠坚定的决心而非智力（除了extremis一书）。奈兰和傅满洲之间保持这一种惺惺相惜的关系，双方都相信应向对手信守自己的诺言。
在最初三本小说中，奈兰被设定为一个派驻缅甸的殖民地警务处处长。由于其工作流动的关系，奈兰有权管理任意一个能够协助他的下属机构。与福尔摩斯类似，奈兰有着独特的外表和刻薄的性格，但却没有前者的推理才能。奈兰被批评为一个种族主义者和极端爱国主义者，特别体现在在早期作品中他表现出的反亚洲情绪。罗默在1930年代续写傅满洲小说时，史密斯（当时已授予爵位）成为了苏格兰场的助理警务处长，后来他辞职进入英国情报机构工作。在几部书中，奈兰亦有接受美国联邦调查局的特别任务。

### 花露水

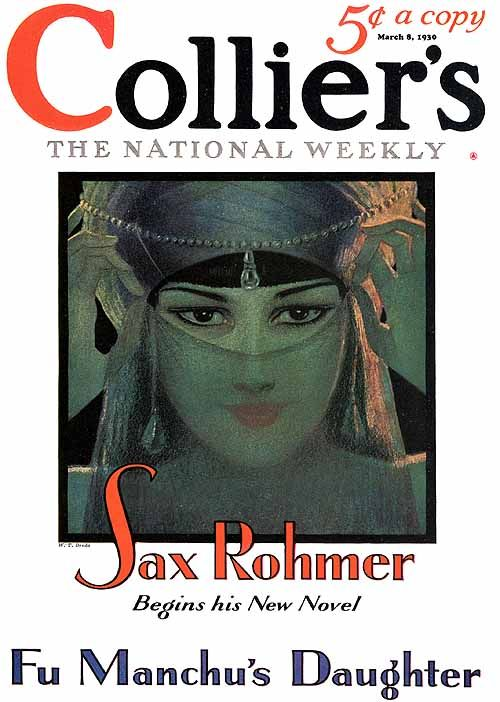
花露水的漫画形象

花露水（Fah Lo Suee）是傅满洲博士与一位不知名的俄罗斯女人所生的混血儿，她精通各种权谋术数，也能利用催眠术控制人的心灵供她驱使。花露水在大多数时候是她父亲傅满洲的得力助手，但她私下一直密谋取而代之并接管傅满洲的犯罪帝国。花露水的真名不详，并且在不同的场合使用着多个伪造的身份。她作为一名野心勃勃的犯罪策划者，经常与她的父亲傅满洲一起出现在该系列的电影及漫画中，她也被认为是“龙夫人”的原型。
花露水在荧幕中曾被以下几位女演员所饰演，由于她的名字发音较困难，因此她的角色通常在电影改编时会被重新命名。
- 黄柳霜在《龙之女》（1931年）中饰演林莫伊公主。
- 玛娜·洛伊在《傅满洲的面具》（1932年）中饰演了同名的花露水。
- 格洛丽亚·富兰克林在《傅满洲的鼓》（1940年）中饰演花露水。
- 劳雷特·卢兹（英语：Laurette Luez）在《傅满洲博士历险记》（1956年）中饰演由花露水改编的卡拉玛奈。
- 周采芹分别在1960年代的五部克里斯托弗·李系列电影中饰演傅满洲博士的女儿林棠：《傅满洲的面孔》（1965年）、《傅满洲的新娘》（1966年）、《傅满洲的复仇》（1967年）、《傅满洲的血》（1968年）和《傅满洲的城堡》（1969年）[6][7]

在2021年上映的电影《尚气与十环传奇》中，出现了一名叫徐夏灵（张梦儿饰演）的角色，该角色的部分灵感基于花露水创作。

## 文化作品
涉及傅满洲这一虚拟人物的西方作品极多。除傅满洲系列的十余部小说外，还有十余部电影以傅满洲为主角。傅满洲也以配角出现在许多电影中。此外，电视剧、广播、漫画和音乐等主流文化也充满着傅满洲的身影。

### 电影
西方世界就“傅满洲”系列一共拍了13部电影。电影中，拥有三个博士学位、精通多国语言、作恶多端的中国人傅满洲以一己之力试图破坏整个西方世界，领导了一个叫做Si-Fan的秘密基地组织。
傅满洲在荧幕上的首次登场是1923年上映的英国默片《傅满洲的谜团》（The Mystery of Dr. Fu Manchu），片中哈利·阿格尔·里昂（Harry Agar Lyons,1878-1944）饰演傅满洲。翌年，里昂斯在新片《傅满洲的新谜团》（The Further Mysteries of Dr. Fu Manchu）中再度担纲此角色。
1929年，派拉蒙公司的有声片《神秘的傅满洲》（The Mysterious Dr. Fu Manchu）在美国院线首秀，以在好萊塢飾演華裔角色聞名、日後也扮演過演華裔神探陈查理（Charlie Chen）的华纳·奥兰（Warner Oland,1879-1938）扮演傅满洲一角。在1930年电影《傅满洲归来》（The Return of Dr. Fu Manchu）、1931年电影《龙的女儿》（Daughter of the Dragon）中，奥兰仍出演了傅满洲。值得一提的是，這個系列為傅滿洲添加了「因妻小在義和團運動中遇難而決意向西方復仇」這個相對合理的動機。在连续短片Paramount on Parade中的Murder Will Out里，同样亦由奥兰饰演的傅满洲与菲力奥·万斯（Philo Vance）和夏洛克·福尔摩斯上演了对手戏。 
1932年上映的《傅满洲的面具》（The Mask of Fu Manchu）曾被认为是傅满洲最失败的一次电影改编。《面具》由主演科學怪人聞名的英国恐怖片名角鮑里斯·卡洛夫（Boris Karloff）及美国演员玛娜·洛伊担任主演。电影的对白被观众认为带有种族主义和冒犯性，其中最為知名的場景之一就是傅满洲把一个白人女孩儿交给他的追随者并对他们如是说：“你们想不想娶这样的处女做老婆？那么征服吧！繁衍吧！杀光白人，抢走他们的女人！”（“Would you all have maidens like this for your wives? Then conquer and breed! Kill the white man and take his women!”）。但实际上这种对白只是加深了电影的神秘色彩以及编剧故弄玄虚的幽默。该电影多年来由于受到打压而默默无闻，但在近代影评家重新评价后，本片反而漸被視為少數擁有影史地位(雖然更多地歸類在邪典電影的範疇)的傅滿洲電影，又重新刻录了DVD版本。
傅满洲在1940年的共和制片公司的连续剧《傅满洲的鼓》（Drums of Fu Manchu）中重回螢幕。这部15集的连续剧被公认为是傅满洲最好的螢幕形象，之后该剧被改编，并在1943年时以电影形式公映。
此后的25年裏，傅满洲在螢幕始终保持沉寂。除了1946年那部未獲授权播映的西班牙电影《傅满洲的其他故事》（El Otro Fu Manchu），该片后来亦被证明为一个哗众取宠的骗局。直至1965年，关于傅满洲的连续剧被编剧哈利·艾伦·托瓦斯（Harry Alan Towers,1920-2009）重新搬回螢幕，这次的主演是克里斯托弗·李（Christopher Lee，他在1961年的電影黨的恐怖中已成功演繹過一次類似的角色），他削瘦高挑的外型塑造了頗具說服力的傅滿洲形象。 5年内，一共上映了5部电影：1965年的《傅满洲的面孔》（The Face of Fu Manchu）、1966年的《傅满洲的新娘》（The Brides of Fu Manchu）、1967年的《傅满洲的复仇》（The Vengeance of Fu Manchu）、1968年的《傅满洲的血》（The Blood of Fu Manchu) 以及1969年的《傅满洲的城堡》（The Castle of Fu Manchu）。杰西·弗朗哥（Jess Franco,1930-2013）执导了最后两部电影，《傅满洲的血》和《傅满洲的城堡》。他的另一部作品《里约来的女孩》（The Girl From Rio）作为哈利·托瓦斯的三部曲电影的第二部，亦是基于罗默笔下的另一位傅满洲式的女性角色苏穆鲁（Sumuru）而拍摄的。1986年，杰西导演了一部关于傅满洲之女的西班牙电影，然而未获授权上映。
喜劇名伶彼得·塞勒斯1980年主演的《傅满洲的詭計》(The Fiendish Plot of Dr. Fu Manchu)或許是最後一部值得一提的傅滿洲電影，這是一部並未遵循原著小說的諷刺喜劇，片中身處1930年代的傅滿州高齡168歲，因搞丟了不老藥的配方而展開滑稽的竊寶計畫。塞勒斯則在片中一人分飾傅满洲與史密斯博士兩角，但這部電影上映當時的票房與評價都十分糟糕。
尽管傅满洲系列电影已经结束，但是其形象依然在西方和好莱坞电影文化中根深蒂固。其中2007年电影《加勒比海盗3：世界的尽头》片中的人物啸风，仍然再次使用傅满洲形象。
香港演员周润发在《加勒比海盗3：世界的尽头》（英语：Pirates of the Caribbean: At World's End）中饰演新加坡海盗啸风，其形象被认为是傅满洲的延续，并遭到新加坡观众抵制，引起新加坡当地影迷强烈不满。他们认为这将对新加坡带来负面影响，尤其新加坡是一个非常依靠海运的国家，此外，在中国大陆的网络上，一些网友也认为周润发在电影中的造型带有辱华的色彩 。

### 电视剧
1956年，共和制片公司拍摄了一部13集的电视剧《傅满洲历险记》（The Adventures of Dr. Fu Manchu），由格林·戈登（Glen Gordon,1914-1977）扮演傅满洲，李斯特·马修斯（Lester Matthews,1900-1975）扮演丹尼斯·奈兰·史密斯爵士，并由克拉克·霍特（Clark Howat）扮演约翰·佩提博士。每集片头的画面是史密斯和傅满洲下象棋的场景，并配有旁白：“传闻恶魔将以人命作为赌注，傅满洲这个恶魔的化身亦是如此（The Devil is said to play for men's souls. So does Dr. Fu Manchu, Evil Incarnate）。” 当史密斯和佩提在剧中成功挫败傅满洲的阴谋后，傅满洲总会在沮丧中将黑色棋子摔碎，每集片尾均是如此。
这部电视剧由著名导演富兰克林·亚德里安（Franklin Adreon,1902-1979）和威廉·惠特尼（William Witney,1915-2002）执导，而片中傅满洲从未获胜过。与福尔摩斯同华生的关系不同，片中的史密斯为一名警官，而佩提则是一名军医。

### 广播
傅满洲首次出现在广播上是1927年至1931年在蓝台（Blue Network）中的一档叫Collier Hour的节目。Collier Hour是1888年至1957年间发行的Collier’s杂志的推广平台，每期节目均会推出当期杂志的故事改编。节目中由阿瑟·休斯（Arthur Hughes）负责傅满洲的配音。CBS在1932年至1933年的与主播同名的节目中，约翰·戴利（John C. Daly）和哈罗德·胡珀（Harold Huber）分别为傅满洲配音。
除此之外，1936年至1937年间，欧洲的卢森堡电台和里昂电台也播出过类似的节目，节目中傅满洲的配音演员是弗兰克·科克兰（Frank Cochrane），这档节目在英国亦可以收听到。英国广播公司在1939年推出广播剧The Peculiar Case of the Poppy Club与之竞争，同年，根据罗默的前九部小说改编的《傅满洲的阴影》（The Shadow of Fu Manchu）在美国播出，每周三次。

### 漫画

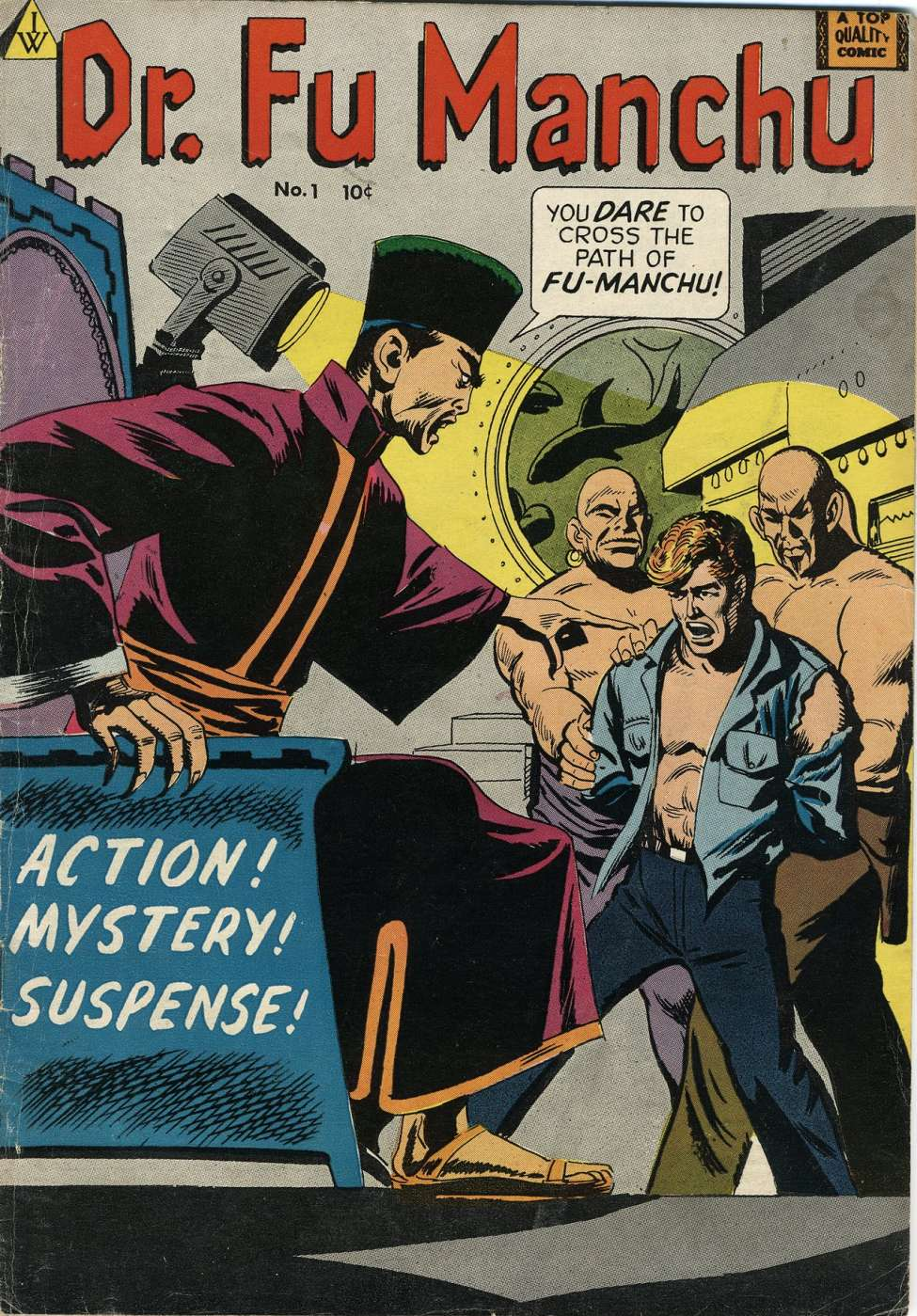
漫画 (1958)

插画家雷奥·欧米里阿（Leo O’Mealia, 1884-1960）在1931年到1933年间为傅满洲创作了一套黑白漫画，这些漫画改编自最初两部小说和第三部的部分内容。欧米里阿创作的傅满洲有着惊人的硕大头颅和一张刮干净的脸，这与大部分对傅满洲的描述都不同。这些漫画的版权归罗默和贝尔公司（Sax Rohmer and The Bell Syndicate, Inc）所有。1989年，两套漫画在《傅满洲：两个完整的历险》（Fu Manchu : two complete adventures）一书中重印。
1943年，连续剧《傅满洲的鼓》（Drums of Fu Manchu）剧被改编改为漫画书西班由José Grau Hernández。
傅满洲在《侦探故事》第17期首次登场，随后一直出现到第28期。这些漫画均是早期欧米里阿漫画的再版。直至1951年，根据原版故事创作的漫画《傅满洲的面具》（The Mask of Dr. Fu Manchu）由 Wally Wood 才由Avon’s杂志出版 。1956年，一部类似的漫画《傅满洲的岛屿》（The Island of Fu Manchu）在英国出版。
作家Juliet Benzoni尼与画家Robert Bressy出版了漫画 在1962年到1973年间为傅容 法国才由报纸“LeParisien Libéré。
1970年代，漫画《功夫之王上气》（Shang-Chi, Master of Kung Fu）中，傅满洲成为了尚氣的父亲。 但在1982年漫威取消了这套漫画，因其未获得原作（包括傅满洲形象和人物概念）的授权而无法继续将傅满洲设定为上气的父亲，更无法出版与其相关的漫画书。 因为如此，漫威此后的漫画中，傅满洲被郑祖代替，或者直接不提及其名。傅满洲在《功夫之王》第118期被杀，之后在《秘密复仇者》（Secret Avengers）中又被恐怖组织Shadow Council复活。

### 音乐
波士顿乐队The Rockin’ Ramrods在1965年发布了一首Don't Fool With Fu Manchu的歌曲。
牙买加雷鬼音乐家德斯蒙德·德克尔1967年发表歌曲《Fu Man Chu》。
魁北克摇滚歌手罗伯特·查理博瓦斯（Robert Charlebois ,1944- ）在1972年的专辑《查理博瓦斯》（Charlebois）中有一首名为《傅满洲》的叙事歌曲。
美国乡村歌手蒂姆·麦克格雷（Tim McGraw,1967-）的歌曲Live Like You Were Dying中的歌词“I went two point seven seconds on a bull named Fu Man Chu”中提到了傅满洲。另一位乡村歌手特维斯·特里特（Travis Tritt,1963-）的歌曲It's A Great Day To Be Alive中亦有“Might even grow me a Fu Man Chu”这样的歌词。在亚洲，日本的传奇型电子/合成器流行乐队Yellow Magic Orchestra在1978年的专辑《中国姑娘》（La Chinoise）中有一首名为《中国女》（La Femme Chinoise）的歌曲。其中就有“Fu Manchu and Susie Que And the girls of the floating world”这样的歌词。

## 另見
- 黃禍
- 种族主义
- 白人至上主义

### 延伸阅读
- DeprecatedWikiTitle上的相关条目：Zheng Yu
- Lo Suee
- Fah Lo Suee （页面存档备份，存于） at Comic Vine.